# Mount Matheson, Västantarktis
Mount Matheson är ett berg i Antarktis. Det ligger i Västantarktis. Argentina, Chile och Storbritannien gör anspråk på området. Toppen på Mount Matheson är 1 290 meter över havet.
Terrängen runt Mount Matheson är huvudsakligen lite kuperad. Trakten är obefolkad. Det finns inga samhällen i närheten.